# 脚镣

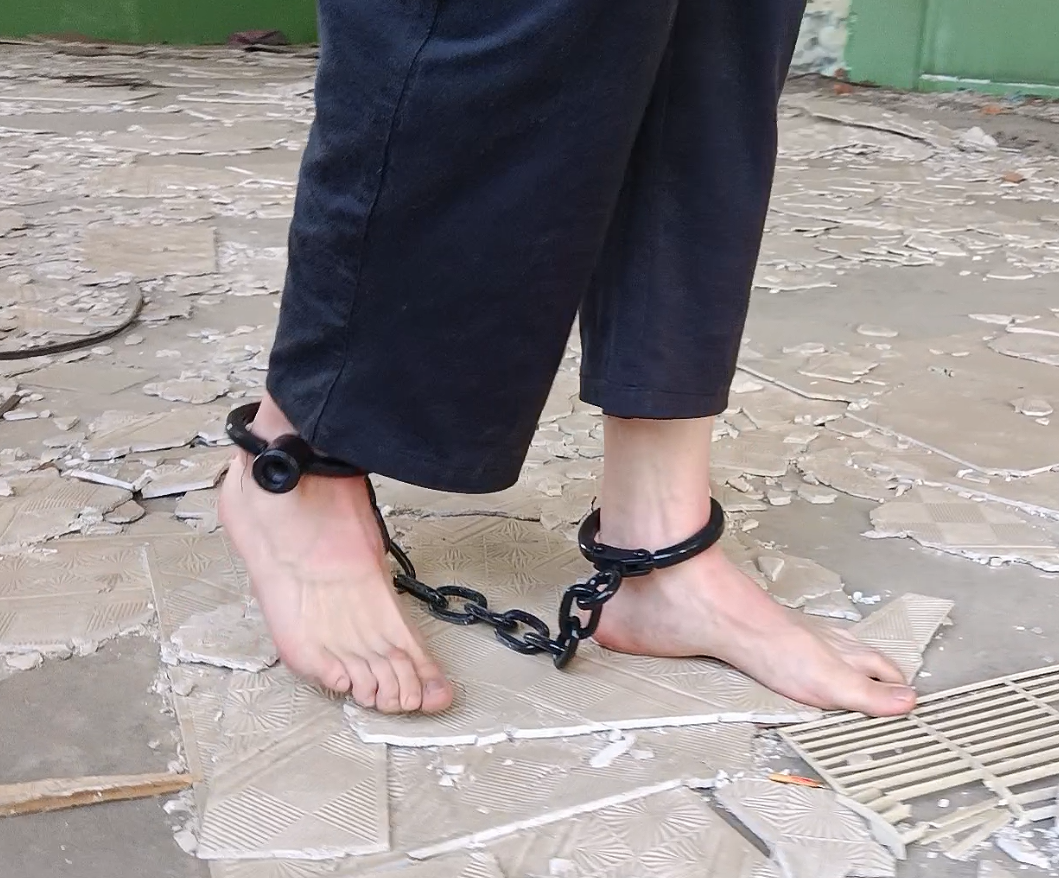
戴着脚镣行走的囚犯

腳鐐或腳銬是一種戒具，監獄人員用腳鐐物理束缚犯人的脚踝，使其只能在步幅受限的情况下行走，這樣可以防止犯人逃跑或反抗。在生活中也有被用作情趣用品，出现在S&M等虐恋活动中。

## 作用
腳鐐通常用於囚犯和奴隸，在運送囚犯或其他公共場合時犯人之間的腳鐐常常被連在一起。一些國家的監獄當局認為腳鐐在囚犯身上的長期使用是可以接受的，為了避免縱容這種有爭議的做法，歐盟國家已經禁止向非歐盟國家出口腳鐐。
在一些虐恋活动中，受虐者会使用脚镣捆绑以获取快感。

## 种类

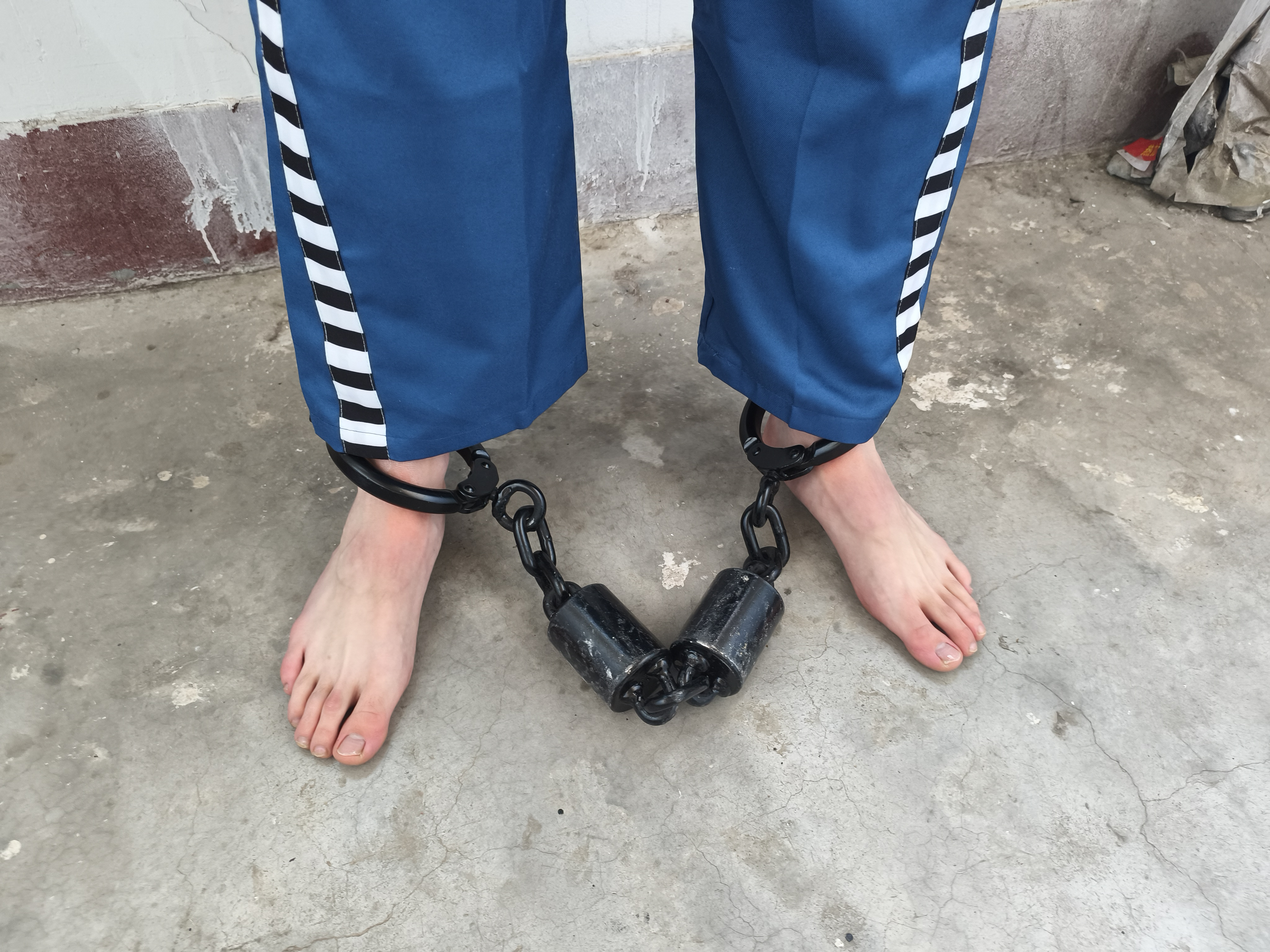
戴着重脚镣（5kg）的犯人

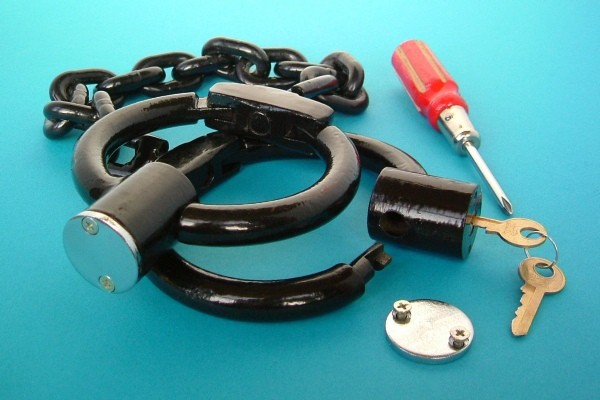

脚镣主要的束缚原理有两种，一种是重量束缚，即脚镣重量较大，使犯人双脚由于拖着重物而不能走快。镣环多粗大，镣链往往用很粗很长的链子，以保证脚镣重量较大。此种原理的脚镣主要是用于重刑犯，如中国使用的死囚脚镣常采用18斤重铆钉式死镣。此种脚镣的优点是牢固耐用，束缚效果好，一旦戴上犯人自己是很难逃脱的，即使犯人暂时逃走也由于短时间内无法打开而很容易落网。此种脚镣的主要缺点是对犯人脚踝伤害较大，一般允许犯人使用镣托保护脚踝，在提押时为方便其行走，可采用手铐脚镣连体束缚或者允许犯人使用绳子手提镣链。另一种是步幅限制，即通过控制镣链长度限制犯人步幅，使其不能走快。西方国家普遍使用的脚铐就属于此种类型，质轻而链短，常可见到犯人戴着脚镣一路小跑，但由于步幅很小行动还是受到了较大限制。此种脚镣的优点是便携，警察和监狱看守人员可以随身携带多副用于外出逮捕、提押犯人。此种脚镣的缺点是可靠性稍差，如果犯人匿藏工具并且有一定的开锁技术可能自行打开脚镣而逃逸。